# Consuelo Berges
Consuelo Berges Rábago (* 1899 in Ucieda, Ruente, Kantabrien; † 23. Dezember 1988 in Madrid) war eine spanische Übersetzerin, Journalistin, Schriftstellerin und Biografin.

## Leben
Als Tochter einer alleinerziehenden Mutter aus einer Familie von Freidenkern und Republikanern besuchte sie keine Schule. Ihre Bildung erhielt sie durch die Lektüre der umfangreichen Familienbibliothek in spanischer und französischer Sprache. Im Alter von fünfzehn Jahren zog sie nach Santander in das Haus der Familie ihres Vaters, um sich auf die Aufnahmeprüfung der Escuela Normal de Maestras vorzubereiten, deren Lehrkräfte von der Escuela Superior del Magisterio in Madrid kamen und deren Methoden von den neuen pädagogischen Theorien der Institución Libre de Enseñanza inspiriert waren.
Nach Abschluss ihres Lehramtsstudiums arbeitete sie in Cabezón de la Sal als Lehrerin an der Academia de Torre, einer Initiative von Matilde de la Torre um Schüler auf das Abitur vorzubereiten. Dort lernte sie Víctor de la Serna kennen, der Grundschulinspektor war und in Santander die Nachmittagszeitung La Región gegründet hatte, in der Berges unter dem Pseudonym „Yasnaia Poliana“ ihre ersten Artikel veröffentlichte, später dann auch in El Sol in Madrid, La Nación in Buenos Aires und in der Revista de las Españas, die von der Unión Ibero-Americana in Madrid herausgegeben wurde. Ihre stets polemischen Ansichten weckten das Interesse der Intellektuellen jener Zeit, und sie pflegte Korrespondenz und Freundschaften mit Clara Campoamor, Ricardo Baeza, Eulalia Galvarriato, Concha Méndez, José Martínez Ruiz, José Ortega y Gasset, Rosa Chacel, Waldo Frank, Francisco Ayala, María Zambrano, Max Nordau oder Rafael Cansinos Assens.
Im Dezember 1926 wanderte sie, vertrieben durch die Militärdiktatur von Miguel Primo de Rivera, nach Arequipa in Peru aus, wo sie bei ihrer Kusine Julia Gutiérrez wohnte, die die einzige Buchhandlung der Stadt führte. Sie unterrichtete, arbeitete an literarischen Artikeln in Las Noticias und hielt Vorlesungen. Sie blieb ihrem Stil treu. So löste die 1927 an der Universidad Nacional de San Agustín gehaltene Vorlesung (mit dem Titel Los mitos indianistas) über den Indigenismo eine Kontroverse aus. Sie befand den Indigenismo als „verlogene Mode“, in der von hispano-amerikanischen Intellektuellen – „ohne einen Funken indigenen Blutes und ohne den Willen, Verantwortung zu übernehmen“ – alles auf die spanische Kolonialisierung geschoben würde. Im November 1928 reiste sie von Peru über Bolivien nach Argentinien. In Buenos Aires schrieb sie für mehrere Zeitungen, unter anderem auch für die von der spanischen Botschaft finanzierte El Diario Español. Botschafter Ramiro de Maeztu zeigte viel Nachsicht bei Berges’ aufrührerischen Artikeln gegen den von seiner Botschaft unterstützten Versuch, die in Argentinien lebenden Spanier in der Unión Patriótica von Miguel Primo de Rivera zu vereinen.
Nach der Ausrufung der Republik kehrte sie 1931 mit Concha Méndez nach Europa zurück und ließ sich in Paris nieder. Sie wurde zunächst von María Blanchard, einer entfernten Kusine, aufgenommen. Blanchard war aber wie ihr Freund  Paul Claudel zum Katholizismus konvertiert, was die anarchistische und antiklerikale Berges schließlich vertrieb. In ihren Artikeln aus der Zeit verteidigte sie ihre libertären Ideen und das von ihrer Freundin Clara Campoamor im Congreso de los Diputados befürwortete Frauenwahlrecht gegen die Meinung von Victoria Kent und diejenigen, die mit ihr der Meinung waren, dass die Frauen – unter dem starken Einfluss der Kirche – noch nicht in der Lage wären, autonom am öffentlichen Leben teilzunehmen. Ende 1931 traf sie in Madrid ein, wo ihr Campoamor verschiedene Posten und Aufgaben in der neuen Republik vorschlug, die Berges jedoch ablehnte. Um ihren Lebensunterhalt zu bestreiten, arbeitete sie neben dem Artikelschreiben als Bibliothekarin im Archiv der Junta Provincial de Beneficencia (Wohlfahrtsverband auf Provinzebene). Sie arbeitete an den Veröffentlichungen der Confederación Nacional del Trabajo, der Federación Anarquista Ibérica und der Mujeres Libres mit und war unter dem Initiationsnamen „Yasnaia“ Mitglied der frisch gegründeten Freimaurerloge Amor in Madrid. Ihre Aktivitäten konzentrierten sich auf die Verwirklichung der freimaurerischen Gleichberechtigung von Männern und Frauen, wie sie in ihrem Artikel mit dem Titel La mujer y la masonería erklärte: „Ich bin nicht davon überzeugt, dass man behaupten kann, dass ein Mann, der das freimaurerische Licht empfängt, eine bessere Vorbereitung oder eine bessere Begabung besitzt als eine Frau.“
Um der durch Alejandro Lerroux und José María Gil-Robles initiierten Zensur im sogenannten „Schwarzen Doppeljahr“ zu entgehen, veröffentlicht sie 1935 ihr Buch Explicación de Octubre über die Zeit des Asturischen Bergarbeiterstreiks von 1934 heimlich. Das Buch fand trotzdem in freimaurerischen und revolutionären Kreisen weite Verbreitung.
Im Juli 1936, mit dem Aufstand der Militärs, schickte sie der Wohlfahrtsverband, um das Waisenhaus von im Madrider Stadtteil Guindalera zu übernehmen, das eine Frauenorden hatte aufgeben müssen, und sie übernahm zusammen mit einigen freiwilligen Mitarbeitern dessen Verwaltung. Es gelang ihr, die Kinder vor den Bombenangriffen zu evakuieren, und nach Granollers zu bringen. Dort angekommen, überließ sie die Kinder der Obhut ihrer Mitarbeiter und ging nach Barcelona. Dort arbeitete sie an der Zeitschrift Mujeres Libres und unterstützte aktiv Alphabetisierungsmissionen für Frauen, Propaganda für Verhütung und gegen Zwangsprostitution, das Angebot menschenwürdiger Arbeitsalternativen und die Einforderung von Arbeits-, Sozial- und Familienrechten für Frauen.
Im Februar 1939 schloss sie sich einem Zug von Menschen an, die zu Fuß nach Frankreich flohen. In Portbou wurden sie mehr als 24 Stunden lang unter freiem Himmel festgehalten, ohne warme Kleidung und Nahrung, bis sie nach Cerbère gebracht, geimpft und in einen Zug mit unbekanntem Ziel gesetzt wurden. In Perpignan gelang ihr die Flucht, aber sie wurde verhaftet und in einen anderen Zug verfrachtet, der zwei Tage später im Département Haute-Loire ankam, wo sie zusammen mit mehr als 600 Männern, Frauen und Kindern, die aus Spanien geflohen waren, inhaftiert wurde, um schließlich in einem Lager zu landen. Sie floh erneut und gelangte nach Paris, wo sie von ihren Freunden Baltasar Lobo und Mercedes Comaposada aufgenommen wurde, die wiederum von Pablo Picasso unterstützt wurden. Sie lebte vier Jahre lang heimlich in Paris und überlebte, indem sie Spanisch unterrichtete und Artikel für argentinische Zeitungen und Zeitschriften schrieb, bis sie 1943 von den Deutschen verhaftet wurde. Ohne Papiere war nicht klar, ob sie als flüchtige Spanierin oder Jüdin zu behandeln sei. Die Deutschen übergaben sie schließlich den spanischen Grenzbehörden. Dank der Hilfe von Freunden, die sich bereit erklärten, für sie zu bürgen, konnte sie dem Gefängnis entgehen. Allerdings durfte sie weder als Lehrerin arbeiten, noch für die Presse im Inland oder Ausland schreiben, ohne Repressalien befürchten zu müssen. Um zu überleben, wandte sie sich dem Übersetzen aus dem Französischen zu und übersetzte unter anderem Werke von Henri de Saint-Simon, Jean de La Bruyère, Gustave Flaubert, Marcel Proust, Stendhal und Jean Descola. Viele Jahre lang lebte sie im „inneren Exil“ und konzentrierte ihre Aktivitäten auf die Verbesserung der Arbeitsbedingungen von Übersetzern und die Forderung nach einem Urheberrecht für Übersetzungen. 1955 gründete sie zusammen mit der Übersetzerin Marcela de Juan die Asociación Profesional de Traductores e Intérpretes, einen Vorläufer des heutigen Berufsverbandes der Übersetzer und Dolmetscher.
1956 erhielt sie den Premio de traducción Fray Luis de León für ihre Übersetzung der Historia de la España cristiana von Jean Descola.
1982 gründete sie den Premio Stendhal de traducción, der einmalig 1983 und seit 1990 jährlich für Übersetzungen aus dem Französischen ins Spanische verliehen wird.
Im Jahr 1983 beantragte Berges ein Stipendium für „literarisch Schaffende“ beim Kulturministerium, um sich ihren wirtschaftlichen Lebensunterhalt zu sichern.
Nach ihrem Tod wurde ihr in Santander eine Straße gewidmet. 1995 benannte sich der kantabrische Teil eines spanischen Vereins für getrennt lebende und geschiedene Frauen in Anerkennung ihrer progressiven und kämpferischen Lebensgestaltung nach ihr.

## Werke (Auswahl)
- Escalas 1930. Talleres Gráficos Argentinos, Buenos Aires 1930.
- Concepción Arenal: Algunas noticias de su vida y obra. Edit Gráf. Maxera y Cia, Barcelona 1931.
- La mujer y la masonería. In: Boletín Oficial de la GLE, August/September 1932.
- Explicación de Octubre, Eigenverlag 1935.
- Stendhal. Su vida, su mundo, su obra. Aguilar, Madrid 1962.
- Stendhal y su mundo. Alianza Editorial, Madrid 1983.

Übersetzungen (Auswahl)
- René Descartes: Las pasiones del alma (Aguilar)
- Jean de La Bruyère: Los caracteres o las costumbres de este siglo (Aguilar)
- Louis de Rouvroy, duc de Saint-Simon: La corte de Luis XIV (Espasa-Calpe)

—De Duque de Anjou a Rey de las Españas (Aguilar)
—La Princesa de los Ursinos (Aguilar)
—Retratos proustianos de cortesanas (Tusquets)
- Jean-Jacques Rousseau: El contrato social (Aguilar)
- Jean le Rond d’Alembert: Discurso preliminar de la Enciclopedia (Orbis)
- Stendhal: Obras Completas (Aguilar)

—Armancia (Alianza Editorial)
—Rojo y negro (Alianza Editorial)
—La cartuja de Parma (Alianza Editorial)
—Crónicas italianas (Alianza Editorial)
—Del amor (Alianza Editorial)
—Ernestina o El nacimiento del amor (Alianza Editorial)
—Lamiel (Alianza Editorial)
—Luciano Leuwen (Alianza Editorial)
—Paseos por Roma (Alianza Editorial)
—Vida de Henry Brulard. Recuerdos de egotismo (Alianza Editorial)
—Vida de Mozart (Alba Editorial)
—Vida de Rossini seguida de Notas de un “dilettante” (Aguilar)
—Relatos (Salva)
—Napoleón (Aguilar)
—Vanina Vanini y otros cuentos (Bruguera)
—Una interpretación sensual del arte (Tusquets)
- Honoré de Balzac: Un asunto tenebroso (Salvat)
- Gustave Flaubert: Madame Bovary (Alianza Editorial)

—Un alma de Dios (Plaza & Janés).
—Tres cuentos. Diccionario de tópicos (Bruguera)
- Auguste Comte: Curso de filosofía. Discurso sobre el espíritu positivo (Aguilar)
- Marcel Proust: En busca del tiempo perdido. 4: Sodoma y Gomorra; 5: La prisionera; 6: La fugitiva; 7: El tiempo recobrado (Alianza Editorial)

—Jean Santeuil (2 Bände, Alianza Editorial)
—Los placeres y los días. Parodias y misceláneas (Alianza Editorial)
- Waldemar Bonsels: Viaje a la India (Aguilar)
- Henri Focillon: El año mil (Alianza Editorial)
- Georges Bernanos: Un mal sueño (Luis de Caralt)
- André Breton: Magia cotidiana (Editorial Fundamentos)
- Jean Sermet: España del sur. Andalucía y Extremadura (Editorial Juventud)
- Jean Descola: Historia de la España cristiana (Aguilar)

—Los conquistadores del Imperio español (Editorial Juventud)
—Historia de España (Editorial Juventud)
—Los libertadores (Editorial Juventud)
—Cristóbal Colón (Editorial Juventud)
—Hernán Cortés (Editorial Juventud)
- Mouloud Mammeri: La colina olvidada (Luis de Caralt)
- Annette Vaillant: Bonnard o el gozo de ver (Alianza Editorial)